# Svensk raskunskap
Svensk raskunskap är en bok som utgavs 1927 som resultat av Herman Lundborgs rasbiologiska undersökningar inom ramen för Statens institut för rasbiologi. Boken utgjorde en folkupplaga på svenska baserad på The racial characters of the Swedish nation: Anthropologia suecica som utkom 1926 och var den vetenskapliga rapporten baserad på kartläggningen.
Av sin samtid fick boken en viss kritik för de många planscher med nakenbilder som dominerade innehållet.
En av planscherna i boken är en nakenpose av cykelreparatören Gustaf Åberg från Skövde, född 1901, som vunnit en skönhetstävling anordnad av Stockholms Dagblad i syfte att "söka få fram och fastställa en svensk-germansk ideal rastyp", där Lundborg var en av jurymedlemmarna. Åberg hade uppmärksammats för sin kroppsbyggnad i samband med mönstringen vid Skaraborgs regemente och strax därefter blivit uppmätt av Lundborg. 1926 återkom Lundborg med en begäran om att få fotografera Åberg påklädd och naken och utlovade att Edra bilder skulle naturligtvis förvaras å Institutets arkiv med nödig försiktighet, men publicerade dem trots det i boken.
En andra upplaga av Svensk raskunskap utkom 1928, och den sammanlagda upplagan var 11 000 exemplar.